# Bandeira (arquitetura)
Uma bandeira é uma janela fixa posicionada sobre portas ou outras janelas de uma construção. As bandeiras são geralmente construídas na forma retangular, semicircular ou semi-elíptica. Podem ser vazadas, deixando circular o ar, ou envidraçadas.

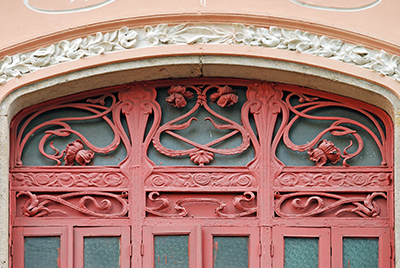
Uma bandeira envidraçada recebe típica decoração floral no estilo art nouveau. Rua Uruguaiana, 45, Rio de Janeiro, Brasil.

Travessas horizontais, verticais ou radiais - geralmente construídas em madeira ou metálicas - servem para impedir a passagem de corpos maiores pelas bandeiras vazadas, ao passo em que funcionam como sustentação para as placas de vidro nas bandeiras envidraçadas.